# Giovanni Ricci (Mathematiker)

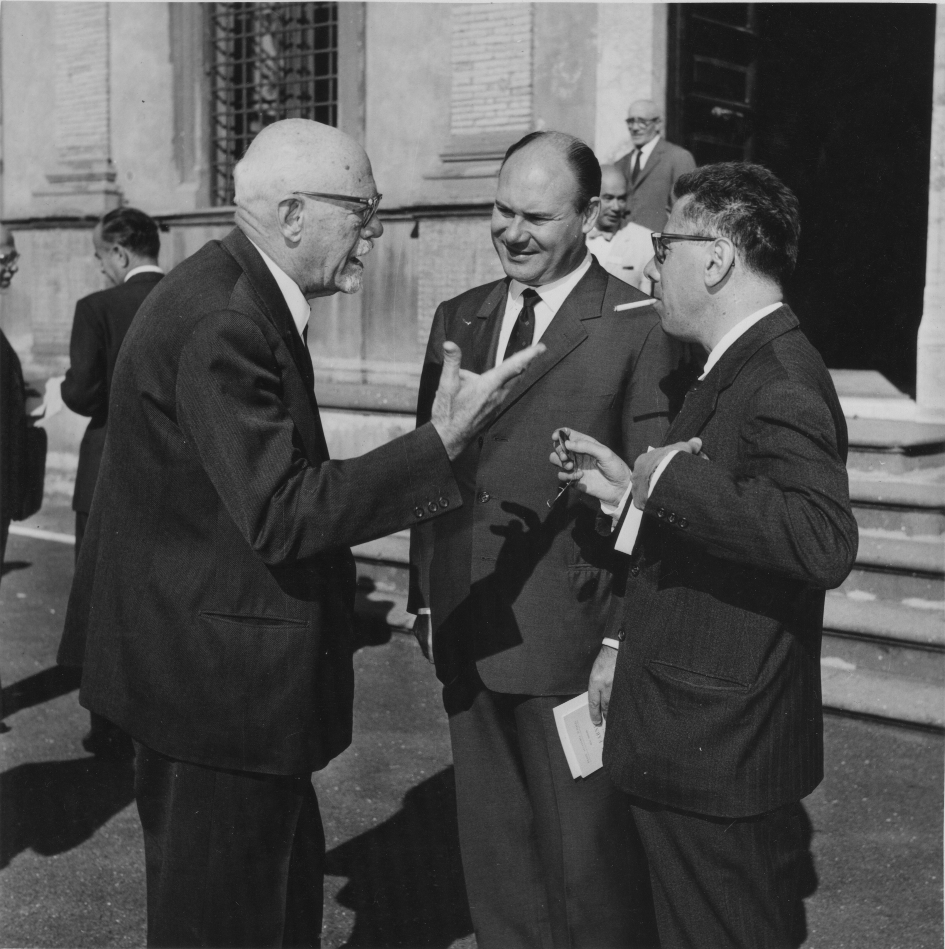
Giovanni Ricci (im Hintergrund nahe der Palasttür auf der Treppe) auf dem Internationalen Symposium über Algebraische Geometrie in Rom 1965. Im Vordergrund, von links: Enrico Bompiani spricht mit Giovanni Battista Rizza und Vittorio Dalla Volta

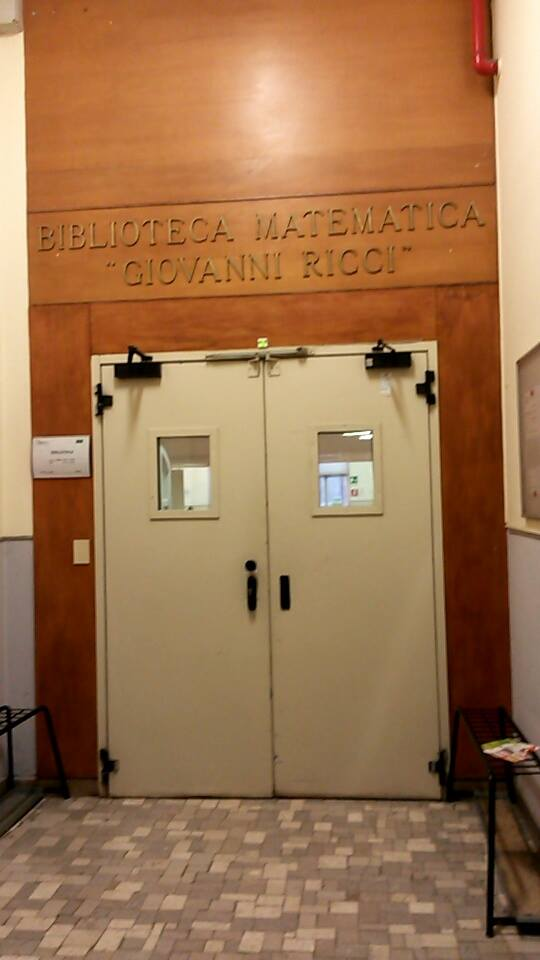
Die mathematische Bibliothek der Universität Mailand ist nach Giovanni Ricci benannt.

Giovanni Ricci (* 17. August 1904 in Florenz; † 9. September 1973 in Mailand) war ein italienischer Mathematiker.

## Leben
Ricci studierte an der Scuola Normale Superiore in Pisa mit dem Laurea-Abschluss bei Luigi Bianchi 1925 mit einer Dissertation über Differentialgeometrie. Nach zwei Jahren als Assistent in Rom kehrte er nach Pisa zurück als Professor an der Scuola Normale. 1936 wurde er Professor für Analysis in Mailand.
Er arbeitete über additive Zahlentheorie wie die Goldbach-Vermutung, über die Verteilung der Primzahlen und das siebte Hilbertsche Problem (Transzendente Zahlen). Neben Zahlentheorie befasste er sich auch mit Funktionentheorie.
1957 wurde er Mitglied der Accademia dei Lincei. Zu seinen Doktoranden zählt Enrico Bombieri. Ricci war Präsident der Unione Matematica Italiana.